# 工藤政志
工藤 政志（くどう まさし、1951年8月24日 - ）は、日本のプロボクサー。身長173cm。元日本ミドル級王者。元WBA世界スーパーウェルター級王者。元リングマガジン世界スーパーウェルター級王座。レスリング出身でインターハイ3位という成績を持ち、ミュンヘンオリンピックの代表から外れたためにプロボクシングに転向したという経歴を持つ。

## 来歴

### プロデビュー以前
1951年、秋田県南秋田郡五城目町に生まれる。小学2年生の時に父を亡くした工藤は、新聞配達などで家計を助けた。五城目町はレスリングが盛んで、工藤も進学先の秋田県立五城目高等学校ではレスリング部に所属、インターハイ65kg級3位入賞などの成績を残す。
高校卒業後もレスリングを続けるため自衛隊体育学校に入学するも、1972年にミュンヘンオリンピックの代表選考から漏れ、ボクシングへ転向する。この転向には、同じ自衛隊体育学校で、ボクシングのミュンヘンオリンピックの代表となった小林和男（後のロイヤル小林）の影響があった。転向後の全日本社会人ボクシング選手権大会で優勝した工藤は、翌1973年に熊谷ジムからプロデビューを果たした。

### プロデビュー後
1974年2月20日、全日本ミドル級新人王決定戦。西軍代表松下喜和に不戦勝で第20回全日本ミドル級新人王を獲得。同年7月29日、ノンタイトル10回戦でカシアス内藤に判定勝ち。
1975年3月2日、日本ミドル級王座獲得。以後8度防衛。
1978年8月9日、秋田市立体育館でWBA世界ジュニアミドル級王座に挑戦。王者、エディ・ガソ（ニカラグア）を15回判定で降し王座に着いた。この試合までに日本人の世界王座挑戦は16戦連続で失敗しており、この連敗を止めたことが評価された工藤はこの年のライターズクラブ殊勲賞を受賞。さらに、前年まで世界ランク外であった工藤の勝利は高く評価され、リングマガジン誌においてリングマガジン プログレス・オブ・ザ・イヤーの第2位となった。
同年12月13日には大阪府立体育館で韓国の朱虎に2-1の判定勝利、翌1979年3月14日には蔵前国技館でマヌエル・ゴンザレスに2-0の判定勝利で2度目の防衛に成功した。同年6月20日、四日市市体育館で行われた3度目の防衛戦でゴンザレスと再戦し、12回KOで降してデビュー以来23連勝を達成。
1979年10月24日、秋田県立体育館で世界王座4度目の防衛戦。アユブ・カルレ（ウガンダ）に15回判定で敗れ王座陥落。現役引退。オーソドックスなボクサータイプの選手で、華やかさや派手さは無かったが忍耐強いボクサーであった。
引退後は妻の郷里である茨城県に移り、ボクシングジムを開設。後進の指導にあたった。

## 獲得タイトル
- 第28代日本ミドル級王者（防衛8）
- WBA世界スーパーウェルター級王座王者（防衛3）
- リングマガジン世界スーパーウェルター級王座